# Celtic Woman: Christmas Angels
Christmas Angels es un álbum EP de la agrupación musical irlandesa Celtic Woman. El miniálbum fue lanzado el 9 de diciembre de 2016, coincidiendo con el cumpleaños de la vocalista Éabha McMahon y 3 semanas después del lanzamiento de su undécimo álbum de estudio «Voices of Angels».

## Detalles
Las vocalistas en esta producción son Susan McFadden, Máiréad Carlin, Éabha McMahon y la violinista Tara McNeill.
Christmas Angels  se compone de tres temas navideños previamente estrenados su undécimo álbum, estos temas son «Joy to the World», «Silent Night» y «Once in Royal David’s City». La producción toma su nombre a partir del título del álbum predecesor pero influenciado por la temática navideña.

## Lista de temas
| Christmas Angels |                              |                                       |          |  |
| N.º              | Título                       | Intérprete(s)                         | Duración |  |
| 1.               | «Joy to the World»           | Carlin / McFadden / McMahon / McNeill | 3:29     |  |
| 2.               | «Silent Night»               | Carlin / McFadden / McMahon / McNeill | 4:10     |  |
| 3.               | «Once In Royal David's City» | Carlin / McFadden / McMahon / McNeill | 4:08     |  |
| 11:46            |                              |                                       |          |  |